# Военно-морские силы Турции
Военно-морские силы Турции (тур. Türk Deniz Kuvvetleri) — один из видов вооружённых сил Турецкой Республики.
Включают в себя военно-морской флот, военно-морскую авиацию, морскую пехоту, части и подразделения специального назначения.

## История

### Османский период
Зарождение османского флота относится к XIV веку. В XV-XVII веках османский флот был одним из сильнейших в Средиземном море. В XVIII веке начал приходить в упадок, уступая флотам других стран. К концу XVIII века русский Черноморский флот перехватил инициативу в Чёрном море, в то же время русские эскадры Балтийского и Черноморского флотов неоднократно снаряжали экспедиции против османского флота в Средиземном море. В русско-турецких войнах XVIII―XIX веков русский флот неоднократно наносил поражения турецкому флоту: Чесменское сражение, Патрасское сражение, Сражение у мыса Тендра, Афонское сражение, Наваринское сражение, Синопское сражение и другие.
Благодаря победе коалиции над Россией в Крымской войне и закреплявшему её итоги Парижскому договору Англия и Франция смогли ослабить обе черноморские державы. Статья XI о нейтрализации Чёрного моря запрещала всем черноморским державам иметь на Чёрном море военные флоты. Статья XIII запрещала также царю и султану создавать на побережье военно-морские арсеналы и крепости. Такая ситуация продлилась до 1871 года.
Перед Первой мировой войной шла борьба проанглийской и пронемецкой партии в Османской империи, в результате победы последней она вступила в войну на стороне Центральных держав. Поводом для этого послужила крупная военно-политическая провокация - рейд двух формально османских, а в действительности управляемых германскими офицерами новейших кораблей Гебена и Бреслау на русские порты Чёрного моря.  10 (23) сентября германский контр-адмирал В. Сушон был назначен главнокомандующим турецким флотом. 11 (24) октября военный министр Энвер-паша отдал Сушону приказ о начале боевых действий против русского флота.
Установился паритет на 1914-1916 годы - русская линейная эскадра была совокупно сильнее османской пары крейсеров, но существенно медленнее и навязать бой им не могла, что продемонстрировал безрезультатный Бой у мыса Сарыч.
После поражения в Первой мировой войне, османский флот прекратил своё существование. В 1920 году в ходе войны за независимость Турции был образован флот Турецкой республики.

### Вторая мировая война
18 июня 1941 года Турция заключила с нацистской Германией договор о ненападении. 22 июня Германия начала вторжение в Советский Союз. 23 июня турецкий корабль SS Refah, перевозивший турецких военных из Стамбула в Порт-Саид, был потоплен неизвестной подводной лодкой. Было убито 168 турецких военных из 200.
14 июля 1942 года в проливе Дарданеллы турецкая подводная лодка TCG Atilay (водоизмещение погруженное 1230 тонн) подорвалась на мине. Все 38 членов экипажа подлодки погибли.

### Послевоенное время
Ниже перечислены известные наиболее крупные инциденты с турецкими кораблями ВМС Турции а также гражданского флота.
4 апреля 1953 года во время учений НАТО в проливе Дарданеллы экипаж турецкой подводной лодки TCG Dumlupinar (USS Blower (SS-325)) не справился с управлением и правым бортом врезался в шведский грузовой корабль MV Naboland. Корабль удар выдержал, однако Dumplinar пробила корпус, произошёл взрыв и подлодка затонула. Погиб 81 из 88 турецких моряков.
21 марта 1962 года во время учений НАТО в западном Средиземноморье турецкая подводная лодка TCG Gur (USS Chub (SS-329)) была протаранена британским фрегатом HMS Rothesay. Подводная лодка получила повреждения, но осталась на плаву.
Летом 1974 года турецкие ВМС участвовали во вторжении на Кипр, в ходе которого произошёл самый крупный инцидент «дружественного огня» во всей послевоенной истории. В ходе крупномасштабного сражения со своими же самолётами был потоплен турецкий эсминец типа «Гиринг» TCG Kocatepe, тяжело повреждены эсминцы TCG Adatepe и TCG Tinzatepe, однако ответным огнём им удалось сбить и повредить несколько турецких бомбардировщиков. На Kocatepe было убито 78 турецких моряков, включая капитана, ещё множество погибло на других эсминцах.
31 августа 1976 года в проливе Дарданеллы турецкая подводная лодка TCG Dumlupinar (USS Caiman (SS-323), водоизмещение погруженное 2463 тонны) столкнулась с советским сухогрузом «Физик Вавилов». В результате столкновения советский корабль не пострадал, подлодка была выброшена на берег действиями турецкого экипажа, что спасло её от гибели.
21 апреля 1979 года в босфорском проливе румынский корабль MV Karpat врезался в турецкий корабль MV Kemal Kefeli (1491 брт). В результате удара турецкий корабль затонул, было убито 11 из 17 членов экипажа.

### Дальнейшая служба
См. также: Инциденты с турецкими кораблями в ходе Танкерной войны
30 января 1985 года во время учений утонул танкодесантный корабль типа EDIC ВМС Турции TCG C-136 (полное водоизмещение 726 тонн). Утонуло 39 турецких моряков и 8 танков M48.
11 апреля 1985 года возле берегов греческого острова Лесбос в результате пожара взорвался и затонул большой патрульный катер ВМС Турции TCG Yildirim (USS Defiance PG-95, водоизмещение 250 тонн). Погибших не было.
2 мая 1984 года в Измитском заливе эсминец ВМС Турции TCG Tinaztepe (D 355) (USS Keppler (DD-765), водоизмещение 2464 тонны) врезался в турецкий танкер MV Aygaz-3 (1986 брт). В результате столкновения на Tinaztepe было убито 4 моряка, восстановлению эсминец не подлежал и был списан и пущен на слом.
25 сентября 1985 года ракетный катер ВМС Турции TCG P-325 Meltem (немецкой постройки, водоизмещение 209 тонн) в Босфорском проливе врезался в советский учебный корабль «Хасан» (водоизмещение 6120 тонн). В результате турецкий ракетный катер разорвало на две части и он затонул, погибло 5 турецких моряков, советская сторона не пострадала.
24 марта 1990 года в Босфорском проливе советский танкер «Академик Векуа» (10 987 брт) врезался в подводную лодку ВМС Турции TCG Saldiray (водоизмещение погруженное 1810 тонн). В результате столкновения подлодка получила критические повреждения и ей потребовался долгосрочный ремонт.
1 октября 1992 года во время учений НАТО в Саросском заливе эсминец ВМС Турции TCG Muavenet (USS Gwin (DM-33), водоизмещение 2200 тонн) был случайно поражён двумя ракетами Sea Sparrow, выпущенными с авианосца ВМС США USS Saratoga (CV-60). 9 турецких моряков включая капитана корабля было убито и не менее 15 ранено. Ремонт корабля был признан нецелесообразным и в 1993 году эсминец был списан, расстрелян и потоплен в ходе учений.
22 мая 2016 года турецкий патрульный катер выплыл на осмотр подозрительной шлюпки возле берегов Самандага. При осмотре шлюпки произошёл взрыв мины-ловушки, один турецкий моряк был убит и один тяжело ранен.
18 августа 2016 года патрульный катер ВМС Турции TCSG-25 был случайно потоплен турецким сухогрузом MV Tolunay. Катер был направлен для корректировки курса российского тральщика «Валентин Пикуль», возвращавшегося с боевой миссии в Сирии. 3 турецких моряка было убито, остальные ранены.
12 февраля 2018 года возле острова Лесбос произошло столкновение патрульных катеров ВМС Турции и ВМС Греции. Оба катера остались на плаву.
С 1985 по 2008 годы в босфорском проливе произошло 597 инцидентов с кораблями гражданского и военного флота Турции (427 с 1985 по 2003 год и 170 с 2004 по 2008 год). Погибло несколько десятков человек.

## Организационный состав

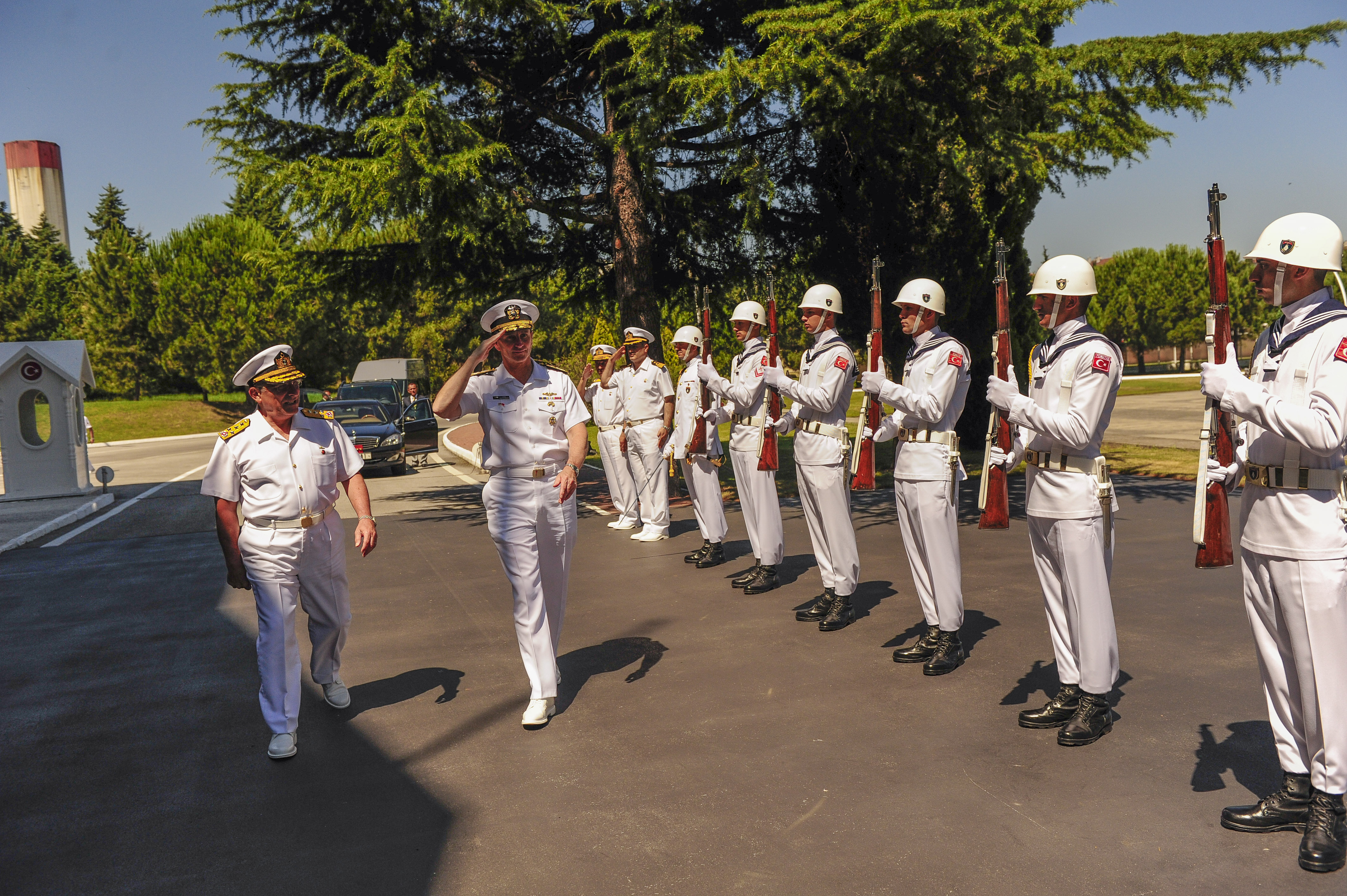
Почётный караул на встрече командующего ВМС Турции, Гёльджюк

Военно-морские силы Турции организационно включают четыре оперативных командования:
- Командование военно-морского флота[англ.][17]

Командование ВМФ имеет в своём составе четыре флотилии (боевую (Северная оперативная группа), подводных лодок, ракетных катеров, минную), две оперативные группы — Западную и Южную; дивизион вспомогательных судов, авиабазу морской авиации, главную военно-морскую базу Гельджюк, центр тылового обеспечения ВМС, центр подготовки надводных сил «Йылдызлар», центр подготовки подводных сил и кораблестроительный завод «Гёльджюк».
Боевая флотилия (Гёльджюк) является основным оперативным объединением ВМС. Она предназначена в основном для борьбы с подводными лодками, надводными кораблями, морскими десантами противника и постановки активных заграждений в районах военно-морских баз, в фарватерах и на вероятных маршрутах движения конвоев противника. Для поддержки сухопутных войск в ходе проведения операций на приморских направлениях, охраны побережья, обороны и прикрытия десантно-доступных районов. Командующий флотилией — дивизионный адмирал (контр-адмирал). Состоит из штаба и пяти дивизионов фрегатов, которые разделены по зональному принципу на две оперативные группы: северную (СОГ) и южную (ЮОГ). Место дислокации СОГ — ГВМБ Гёльджюк, в её состав входят 1, 3 и 5 дивизионы фрегатов и группа судов обеспечения.
В составе ЮОГ (ВМБ Аксаз) — 2 и 4 дивизионы фрегатов и группа судов обеспечения. В состав первого дивизиона входят четыре фрегата УРО типа «Явуз» (МЕКО-200), в состав второго — два фрегата типа «Тепе» (Нокс). В третьем и четвёртом дивизионах — по четыре фрегата УРО типа «Габья» («Оливер Х. Перри»), в пятом дивизионе — четыре фрегата УРО типа «Барбарос» (МЕКО-200). Кроме того в состав боевой флотилии входит группа судов обеспечения (3 ПКЗ). Всего в боевой флотилии 18 боевых кораблей (фрегатов УРО типа «Мекко-200» — 8, фрегатов УРО типа «Оливер Х.Перри» — 8, фрегатов типа «Нокс» — 2). Один фрегат из состава боевой флотилии на ротационной основе выделяется для участия в SNMG2 NATO (2-е постоянное соединение (ПС) ОВМС НАТО на Средиземном море). Дополнительно для обеспечения высокой боевой готовности 2ПС выделяется один корвет из состава флотилии патрульных кораблей (командование ЮВМЗ, Измир), который находится в четырёхчасовой готовности к выходу в море.
Флотилия подводных лодок (Гёльджюк) является тактическим соединением подводных сил ВМС. Она предназначена для борьбы с корабельными группировками противника при выходе их из баз и на переходе морем; поиска и уничтожения надводных кораблей и подводных лодок противника; постановки минных заграждений; нанесения торпедных ударов по береговым объектам; выполнения задач разведки и контроля надводной обстановки; для обеспечения действий разведывательно-диверсионных групп боевых подводных пловцов. Командующий флотилией — контр-адмирал. В состав флотилии входят штаб (ГВМБ Гельджюк), три дивизиона подводных лодок (ПЛ) и группа торпедоловов (два торпедолова типа «Такип»). Первый дивизион — три ПЛ типа «Превезе»(209/1400), второй — четыре ПЛ типа «Превезе»(209/1400), в третьем дивизионе — шесть подводных лодок проекта 209/1200 типа «Атылай». Итого флотилия насчитывает 13 подводных лодок (шесть ПЛ проекта 209/1400 и шесть — проекта 209/1200). Один из дивизионов на постоянной основе находится в ВМБ Аксаз, остальные — в ГВМБ Гельджюк.
Флотилия ракетных катеров является тактическим соединением ВМС. Она предназначена для ведения борьбы с надводными кораблями и десантными силами противника; поддержки сухопутных войск в ходе проведения операций на приморском направлении; выполнения задач разведки и контроля надводной обстановки; охраны побережья и прикрытия десантно-доступных районов и участков береговой черты; защиты военно-морских баз и пунктов базирования. Командующий флотилией — контр-адмирал. Флотилия состоит из штаба (ГВМБ Гельджюк) и четырёх дивизионов ракетных катеров (24 РКА). Основные силы флотилии базируются в ГВМБ Гельджюк, часть катеров — в ВМБ Аксаз, Фоча и ПБ Умурьери (Стамбул).
Минная флотилия (Эрдек) является тактическим соединением минно-тральных сил. В военное время переходит в подчинение командования Северной военно-морской зоны. Основной задачей флотилии является постановка минных заграждений и траление мин в районах проливов Босфор и Дарданеллы и в Мраморном море. Постановка минных заграждений планируется в районе Проливной зоны и десантно-доступных участков побережья, а также на выходах из военно-морских баз и вероятных маршрутах движения десантных сил противника. Минная флотилия выполняет также задачи по обеспечению проводки основных сил флота за тралами в ходе развертывания; разведки и контроля надводной обстановки; охране и обороне прибрежной зоны, а также противодействие подводным диверсантам противника. Командующий флотилией — контр-адмирал. В состав минной флотилии входят штаб (ПБ Эрдек) и два дивизиона (всего 19 тральщиков, семь катеров-тральщиков и три минных заградителя). Корабли флотилии, кроме ПБ Эрдек, дислоцируются в ВМБ Аксаз. Один тральщик из состава минной флотилии на ротационной основе выделяется для участия в SNMCMG2 NATO (2-е постоянное соединение минно-тральных сил ОВМС НАТО на Средиземном море).
Дивизион вспомогательных судов (Гёльджюк) является тактической частью, предназначен для снабжения боевых кораблей, находящихся на рейде и в передовых пунктах базирования, боеприпасами, горючим и смазочными материалами, водой, продовольствием и другими материально-техническими средствами. Состоит из групп танкеров-заправщиков, водоналивных танкеров, транспортов, буксиров, сетевых заградителей, катеров — кабелей — укладчиков и катеров очистки акватории. Всего в состав дивизиона вспомогательных судов (ВСУ) входит 83 единицы техники различного назначения.
Авиабаза морской авиации (полк морской авиации) (н.п. Топель, 15 км восточнее г. Измит) является тактической частью ВМС. Имеет на вооружении самолёты базовой патрульной авиации и противолодочные вертолёты, которые предназначены для выполнения задач авиационной разведки, поиска и уничтожения подводных лодок противника, поддержки с воздуха боевых кораблей и катеров ВМС. Планами командования предусматривается увеличение боевого состава авиаполка и расширения его возможностей по поиску подводных лодок за счёт закупки новых самолётов базовой патрульной авиации. Состоит из авиационной эскадрильи базовой патрульной авиации (шесть самолётов базовой патрульной авиации типа «СN-235 МR» и семь учебных самолётов типа ТВ-30 «Эпсилон») и эскадрильи противолодочных вертолётов (всего 21 противолодочный вертолёт, из них семь типа S-70В «Си Хок», девять противолодочных вертолётов AB-212/ASW, и пять противолодочных вертолётов AB-212/EW). Боевой состав командования ВМФ насчитывает 18 фрегатов, 13 под-водных лодок, 24 ракетных катера, 19 тральщиков, 3 минных заградителя, 83 вспомогательных судна, а также шесть самолётов базовой патрульной авиации и 21 противолодочный вертолёт.

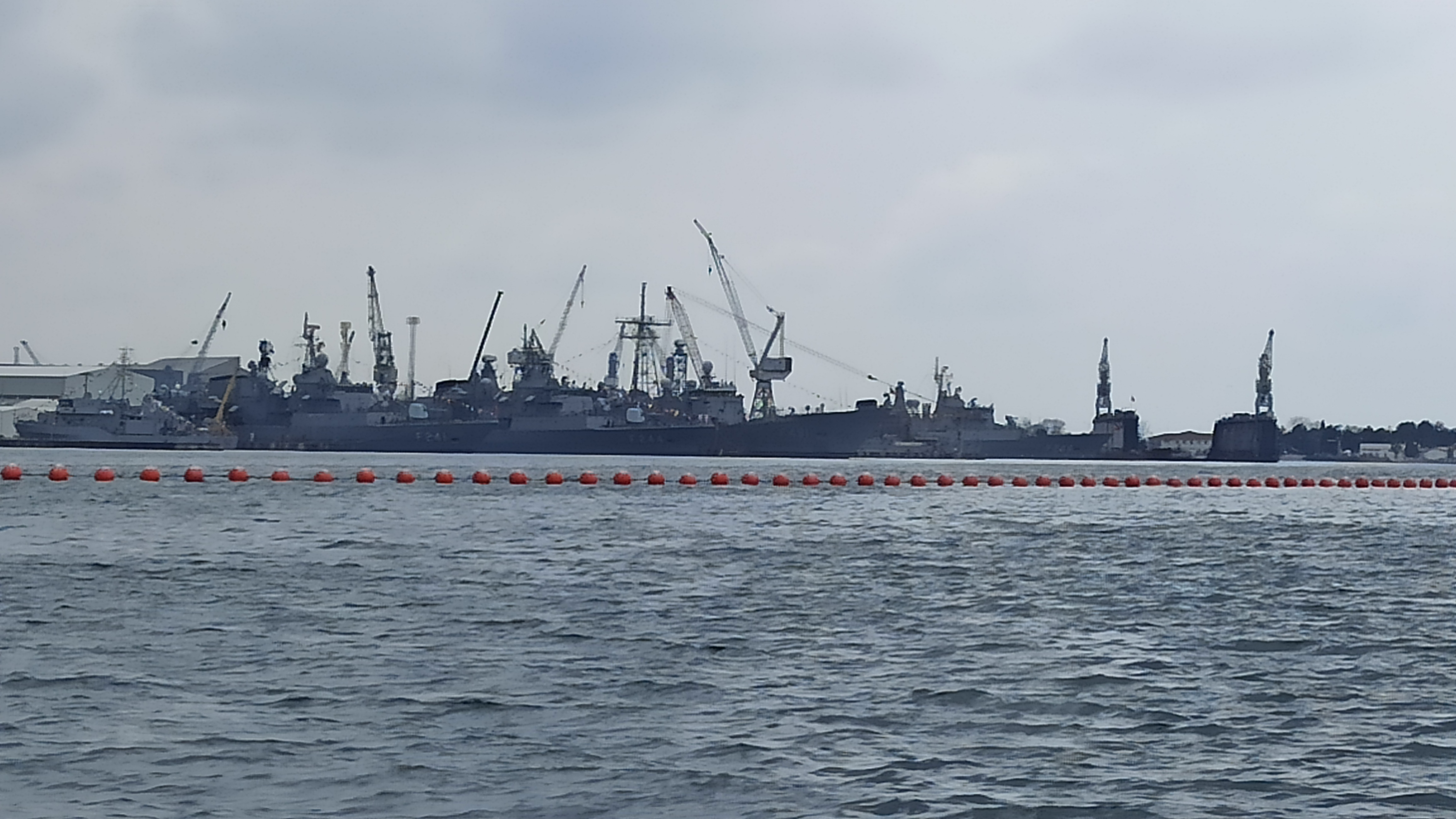
ГВМБ Гельджюк

Главная военно-морская база (ГВМБ) Гёльджюк является оперативно-территориальным объединением ВМС. Это один из основных пунктов базирования корабельного состава флота. Имеет все возможности для решения задач по боевому и тыловому обеспечению до 40 кораблей класса «фрегат» и подводных лодок.
Центр тылового снабжения ВМС дислоцирован в ГВМБ Гёльджюк. Он является основным исполнительным органом в системе материально-технического обеспечения, и в рамках ВМС. Центр отвечает за учёт, контроль наличия и движения, приобретение, складирование, распределение и доставку материально-технических средств на другие базы и корабли, а также за списание средств снабжения.
Центры подготовки надводных сил «Йылдызлар» и подводных сил предназначены для непосредственной подготовки личного состава экипажей на тренажерах определённых типов кораблей с созданием условий, максимально приближенных к боевой обстановке. На начальном этапе подготовка проводится на уровне операторов, после чего проводятся тренировки боевых корабельных расчётов. Большое внимание уделяется вопросам борьбы за живучесть корабля и легководолазной подготовке. Кроме того, возможности центров позволяют проводить сбор и анализ информации о проведении учений и в реальном масштабе времени передавать в Анкару обобщённые данные о надводной обстановке. Оба центра дислоцированы в ГВМБ Гельджюк.
Кораблестроительный завод «Гёльджюк» расположен на территории главной военно-морской базы Гельджюк. В вопросах ремонта и строительства кораблей подчиняется управлению тыла главного штаба ВМС. Завод имеет мощности по проведению ремонтных работ до восьми подводных лодок и 11 надводных кораблей класса «фрегат» в год. В настоящее время на заводе реализуется программа строительства пл типа «Гюр», а в перспективе планируется начать работы по модернизации пл типа «Ай». Командир базы — контр-адмирал.
- Командование Северной военно-морской зоны
- Командование Южной военно-морской зоны
- Учебное командование

## Пункты базирования
Главный штаб ВМФ размещается в столице страны городе Анкара, штаб командующего флотом в ВМБ Измир, штаб Южного морского района расположен в городе Анталия.
Основные военно-морские базы на средиземноморском побережье и в районе проливов — Гёльджюк (планируется перевод ВМБ в Аксаз), Бююкдере, Чанаккале, Эрдек, Фоча, Искендерун, Карамюрсель и Мерсин. На Чёрном море используются ВМБ Синоп и Самсун.

## Боевой состав

### Флот
| Тип                                                        | Бортовой номер                                        | Наименование | В составе флота                              | Статус  | Примечания |
| УДК-1                                                      | УДК-1                                                 | УДК-1 | УДК-1                                        | УДК-1   | УДК-1 |
| ---------------------------------------------------------- | ----------------------------------------------------- | --- | -------------------------------------------- | ------- | --- |
| Универсальний десантний корабель "Анадолу" (24660/27079 т) | L-400                                                 | TCG Anadolu | 10 апреля 2023                               | в строю | |
| ДЭПЛ-13                                                    |                                                       | |                                              |         | |
| Подводные лодки типа «Атылай» (996/1204 т)                 | S-347                                                 | TCG «Атылай» | 12.03.1976                                   | в строю | |
| Подводные лодки типа «Атылай» (996/1204 т)                 | S-349                                                 | TCG «Батырай» | 07.11.1978                                   | в строю | |
| Подводные лодки типа «Атылай» (996/1204 т)                 | S-350                                                 | TCG «Йылдырай» | 20.06.1981                                   | в строю | |
| Подводные лодки типа «Атылай» (996/1204 т)                 | S-351                                                 | TCG «Доанай» | 16.11.1984                                   | в строю | |
| Подводные лодки типа «Атылай» (996/1204 т)                 | S-352                                                 | TCG «Долунай» | 29.07.1989                                   | в строю | |
| Подводные лодки типа «Превезе» (1477/1611 т)               | S-353                                                 | TCG «Превезе» | 22.03.1994                                   | в строю | |
| Подводные лодки типа «Превезе» (1477/1611 т)               | S-354                                                 | TCG «Сакарья» | 06.01.1995                                   | в строю | |
| Подводные лодки типа «Превезе» (1477/1611 т)               | S-355                                                 | TCG «18 Mарта» | 27.08.1998                                   | в строю | |
| Подводные лодки типа «Превезе» (1477/1611 т)               | S-356                                                 | TCG «Анафарталар» | 12.10.1998                                   | в строю | |
| Подводные лодки типа «Гюр» (1477/1611 т)                   | S-357                                                 | TCG «Гюр» | 21.04.2006                                   | в строю | |
| Подводные лодки типа «Гюр» (1477/1611 т)                   | S-358                                                 | TCG «Чанаккале» | 22.06.2006                                   | в строю | |
| Подводные лодки типа «Гюр» (1477/1611 т)                   | S-359                                                 | TCG «Буракреис» | 01.11.2006                                   | в строю | |
| Подводные лодки типа «Гюр» (1477/1611 т)                   | S-360                                                 | TCG «Биринджи Инёню»                                                                                                 | 27.06.2008                                   | в строю | |
| Тип 214 (1845/2023 т)                                      |                                                       | |                                              |         | |
| Фрегаты УРО-16                                             |                                                       | |                                              |         | |
| Фрегаты типа «Явуз» (2453/2966 т)                          | F-240                                                 | TCG «Явуз» | 17.07.1987                                   | в строю | Назван в честь султана Селима I Явуза |
| Фрегаты типа «Явуз» (2453/2966 т)                          | F-241                                                 | TCG «Тургут-реис» | 04.02.1988                                   | в строю | Назван в честь адмирала Тургут-реиса |
| Фрегаты типа «Явуз» (2453/2966 т)                          | F-242                                                 | TCG «Фатих» | 28.08.1988                                   | в строю | Назван в честь султана Мехмеда II Фатиха |
| Фрегаты типа «Явуз» (2453/2966 т)                          | F-243                                                 | TCG «Йылдырым» | 17.11.1989                                   | в строю | Назван в честь султана Баязида I Молниеносного(Йылдырыма) |
| Фрегаты типа «Барбарос» (/3434 т)                          | F-244                                                 | TCG «Барбарос» | 16.03.1995                                   | в строю | Назван в честь Хайр-ад-Дина Барбароссы |
| Фрегаты типа «Барбарос» (/3434 т)                          | F-245                                                 | TCG «Арудж-реис» | 10.05.1996                                   | в строю | Назван в честь пирата Аруджа |
| Фрегаты типа «Барбарос» (/3434 т)                          | F-246                                                 | TCG «Салих-реис» | 17.12.1998                                   | в строю | Назван в честь Салих-реиса |
| Фрегаты типа «Барбарос» (/3434 т)                          | F-247                                                 | TCG «Кемал-реис» | 08.06.2000                                   | в строю | Назван в честь адмирала Кемал-реиса(1451—1511) |
| Фрегаты типа G (2794/3696 т)                               | F-490                                                 | TCG «Gaziantep» | 1981/ 24.07.1998                             | в строю | бывший USS Clifton Sprague (FFG-16) |
| Фрегаты типа G (2794/3696 т)                               | F-491                                                 | TCG «Giresun» | 1981/ 24.07.1998                             | в строю | бывший USS Antrim (FFG-20) |
| Фрегаты типа G (2794/3696 т)                               | F-492                                                 | TCG «Gemlik» | 1981/ 24.07.1998                             | в строю | бывший USS Flatley (FFG-21) |
| Фрегаты типа G (2794/3696 т)                               | F-493                                                 | TCG «Gelibolu» | 1981/ 24.07.1998                             | в строю | бывший USS Reid (FFG-30) |
| Фрегаты типа G (2794/3696 т)                               | F-494                                                 | TCG «Gökçeada» | 1982/ 08.06.2000                             | в строю | бывший USS Mahlon S. Tisdale (FFG-27) |
| Фрегаты типа G (2794/3696 т)                               | F-495                                                 | TCG «Gediz» | 1981/ 25.07.2000                             | в строю | бывший USS John A. Moore (FFG-19) |
| Фрегаты типа G (2794/3696 т)                               | F-496                                                 | TCG «Gökova» | 1980/ 11.04.2002                             | в строю | бывший USS Samuel Eliot Morison (FFG-13) |
| Фрегаты типа G (2794/3696 т)                               | F-497                                                 | TCG «Göksu» | 1981/ 04.04.2003                             | в строю | бывший USS Estocin (FFG-15) |
| Фрегаты типа «Стамбул»                                     | F-515                                                 | TCG Istanbul | 2023                                         | в строю | После принятия решения на заседании Исполнительного комитета оборонной промышленности 20 декабря 2022 года был начат процесс закупки остальных трех кораблей,в целом пнируруется 8 кораблей этого типа |
| Корветы УРО — 10                                           |                                                       | |                                              |         | |
| Корветы типа B (1194/ т)                                   | F-500                                                 | TCG «Bozcaada» | 1978/ 22.06.2001                             | в строю | бывший Commandant de Pimodan (F787) |
| Корветы типа B (1194/ т)                                   | F-501                                                 | TCG «Bodrum» | 1976/ 18.10.2001                             | в строю | бывший Drogou (F783) |
| Корветы типа B (1194/ т)                                   | F-502                                                 | TCG «Bandirma» | 1978/ 15.10.2001                             | в строю | бывший Quartier-Maître Anquetil (F786) |
| Корветы типа B (1194/ т)                                   | F-503                                                 | TCG «Beykoz» | 1976/ 18.03.2002                             | в строю | бывший D’Estienne d’Orves (F781) |
| Корветы типа B (1194/ т)                                   | F-504                                                 | TCG «Bartin» | 1976/ 03.06.2002                             | в строю | бывший Amyot d’Inville (F782) |
| Корветы типа B (1194/ т)                                   | F-505                                                 | TCG «Bafra» | 1979/ 26.06.2002                             | в строю | бывший Second-Maître Le Bihan (F788) |
| Корветы типа «Ада» («MILGEM») (1524/2032 т)                | F-511                                                 | TCG «Heybeliada» | 27.09.2011                                   | в строю | |
| Корветы типа «Ада» («MILGEM») (1524/2032 т)                | F-512                                                 | TCG «Büyükada» | 27.09.2013                                   | в строю | |
| Корветы типа «Ада» («MILGEM») (1524/2032 т)                | F-513                                                 | TCG «Burgazada» | 04.11.2018                                   | в строю | |
| Корветы типа «Ада» («MILGEM») (1524/2032 т)                | F-514                                                 | TCG «Kinaliada» | 29.09.2019                                   | в строю | |
|                                                            | A-591                                                 | TCG Ufuk | 14 января 2022 г.                            | в строю | |
| Быстроходный ударный катер                                 |                                                       | |                                              |         | |
| Штурмовой катер класса «Доган»                             | P-340                                                 | TCG Доган |                                              |         | TCG Martı (P-341) был выведен из состава флота , TCG Tayfun (P-342) и TCG Volkan (P-343) начали использоваться в качестве учебных кораблей.                                                            |
| Штурмовой катер класса «Ветер»                             | P-344 P-345 P-346 P-347                               | TCG Rüzgar TCG Poyraz TCG Gurbet TCG Fırtına                                                                         |                                              | в строю | спроектированные верфью Lürssen Werft (Германия) |
| Штурмовые катера класса «Йылдыз»                           | P-348 P-349                                           | TCG Yıldız TCG Karayel                                                                                               | 1994 1995                                    | в строю | |
| Штурмовые катера класса «Кылыч»                            | P-330 P-331 P-332 P-333 P-334 P-335 P-336 P-337 P-338 | TCG Kılıç TCG Kalkan TCG Mızrak TCG Tufan TCG Meltem TCG İmbat TCG Zıpkın TCG Atak TCG Bora                          | 1998 1999 2000 2005 2005 2006 2007 2009 2010 | в строю | |
| Минные корабли                                             |                                                       | |                                              |         | |
| Минные тральщики класса «Энгин»                            | М-260 M-262 M-263 M-264                               | TCG Единчик TCG Enez TCG Erdek TCG Erdemli                                                                           | 1999+                                        | в строю | Бывший тральщик класса «Цирцея» |
| Интеллектуальный класс                                     | Германия Турция                                       | TCG Алания (М-265) TCG Амасра (М-266) TCG Айвалык (М-267) TCG Акчакоджа (М-268) TCG Анамур (М-269) TCG Акчай (М-270) |                                              | в строю | Спроектированное немецкой верфью Lürrsen Werft, первое судно было построено в Германии , а остальные 5 судов — в Турции .                                                                              |
|                                                            |                                                       | |                                              |         | |

## Техника и вооружение

### Флот
Флот Турции обладает сравнительно немалым количеством кораблей. Одним из более новых приобретений можно считать легкий авианосец TCG Anadolu (L-400). Также имеются 18 фрегатов, 13 подводных лодок, 24 ракетных катера, 19 тральщиков, 3 Минный заградитель, 83 вспомогательных судна, 6 самолетов базовой патрульной авиации и 21   противолододочный вертолет полученные по контракту от США 

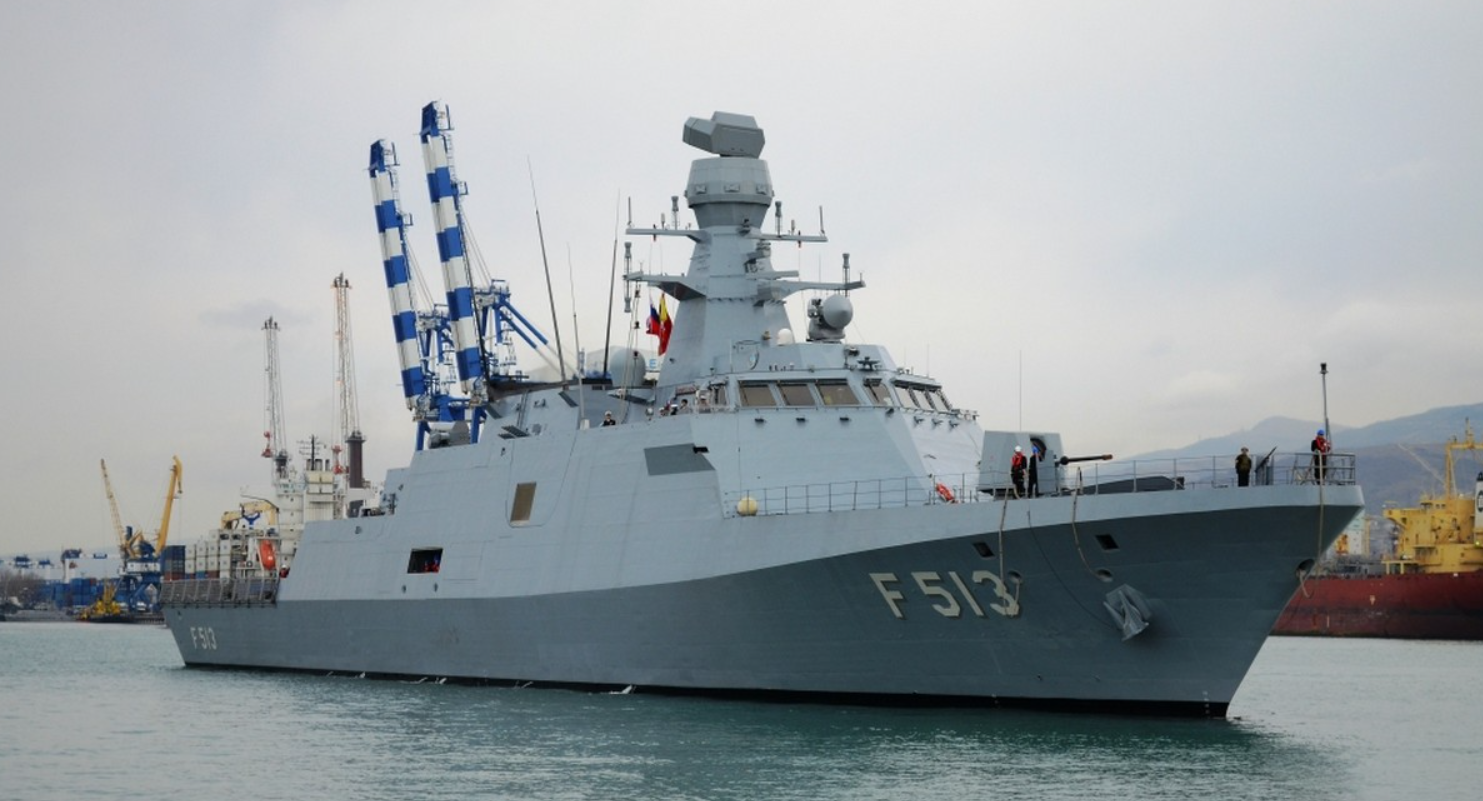
Корвет «Burgazada» во время визита в Новороссийск

### Морская авиация
Данные о технике и вооружении авиации ВМС Турции взяты со страницы журнала Aviation Week & Space Technology.
| Тип              | Производство | Назначение                     | Количество | Примечания                                                       |
| Самолёты         | Самолёты     | Самолёты                       | Самолёты   | Самолёты                                                         |
| ---------------- | ------------ | ------------------------------ | ---------- | ---------------------------------------------------------------- |
| Tusas CN-235M    | Турция       | морской патрульный самолёт     | 6          | Испанский самолёт CASA CN-235 по лицензии производился в Турции  |
| Вертолёты        |              |                                |            |                                                                  |
| Agusta AB.204AS  | Италия       | противолодочный вертолёт       | 3          | Американский вертолёт Bell 204 по лицензии производился в Италии |
| Agusta AB.212ASW | Италия       | противолодочный вертолёт       | 12         | Американский вертолёт Bell 212 по лицензии производился в Италии |
| Agusta AB.412EP  | Италия       | поисково-спасательный вертолёт | 4          | Американский вертолёт Bell 412 по лицензии производился в Италии |
| Sikorsky S-70B2  | США          | противолодочный вертолёт       | 7          |                                                                  |

## Префикс кораблей и судов
Корабли и суда ВМФ Турции имеют префикс TCG (тур. Türkiye Cumhuriyeti Gemisi — Корабль Турецкой Республики).

## Флаги кораблей и судов
| Флаг | Гюйс | Вымпел боевых кораблей |
| ---- | ---- | ---------------------- |
|      |      |                        |

## Знаки различия

### Адмиралы и офицеры
| Категории               | Адмиралы      | Адмиралы                     | Адмиралы | Адмиралы     | Адмиралы      | Адмиралы  | Офицеры            | Офицеры            | Офицеры            | Офицеры           | Офицеры           | Офицеры   | Офицеры           |
| ----------------------- | ------------- | ---------------------------- | -------- | ------------ | ------------- | --------- | ------------------ | ------------------ | ------------------ | ----------------- | ----------------- | --------- | ----------------- |
|                         |               |                              |          |              |               |           |                    |                    |                    |                   |                   |           |                   |
| Турецкое звание         | Büyük Amiral  | Genelkurmay Başkanı          | Oramiral | Koramiral    | Tümamiral     | Tuğamiral | Albay              | Yarbay             | Binbaşı            | Yüzbaşı           | Üsteğmen          | Teğmen    | Asteğmen          |
| Российское соответствие | Адмирал флота | Начальник Генерального штаба | Адмирал  | Вице-адмирал | Контр-адмирал | нет       | Капитан 1-го ранга | Капитан 2-го ранга | Капитан 3-го ранга | Капитан-лейтенант | Старший лейтенант | Лейтенант | Младший лейтенант |

### Сержанты и матросы
| Категории               | Подофицеры                | Подофицеры        | Подофицеры                | Подофицеры        | Подофицеры             | Подофицеры     | Специалисты         | Специалисты | Специалисты | Специалисты          | Сержанты и старшины | Сержанты и старшины | Матросы        | Матросы |
| ----------------------- | ------------------------- | ----------------- | ------------------------- | ----------------- | ---------------------- | -------------- | ------------------- | ----------- | ----------- | -------------------- | ------------------- | ------------------- | -------------- | ------- |
|                         |                           |                   |                           |                   |                        |                |                     |             |             |                      |                     |                     |                |         |
| Турецкое звание         | Astsubay Kıdemli Başçavuş | Astsubay Başçavuş | Astsubay Kıdemli Üstçavuş | Astsubay Üstçavuş | Astsubay Kıdemli Çavuş | Astsubay Çavuş | Kıdemli Uzman Çavuş | Uzman Çavuş | Çavuş       | Kıdemli Uzman Onbaşı | Uzman Onbaşı        | Onbaşı              | Erbaş          | Er      |
| Российское соответствие |                           |                   |                           |                   |                        |                |                     |             |             |                      | Старшина 1-й статьи | Старшина 2-й статьи | Старший матрос | Матрос  |